# San Martín del Tesorillo
San Martín del Tesorillo è un comune spagnolo di 2 801 abitanti situato nella comunità autonoma dell'Andalusia. Si costituì in municipio il 2 ottobre 2018, separandosi da Jimena de la Frontera.

## Storia
La prima colonia agricola fu fondata da Martín Larios y Larios, figlio di Martín Larios Herreros, primo marchese di Larios, e presidente della Sociedad Industrial y Agrícola de Guadiaro. Tale azienda, insieme alla Sociedad Larios di Gibilterra, creò nella zona del Campo di Gibilterra varie colonie agricole, fra le quali San Martín del Tesorillo, che si dedicava alla coltivazione e alla trasformazione del grano, San Pablo de Buceite (frazione di Jimena de la Frontera) volta alla produzione di olio d'oliva e San Luis de Sabinillas (frazione di Manilva) per quella dello zucchero. Tali fondazioni vennero effettuate dopo l'acquisto di estesi latifondi dalla famiglia Medina Sidonia nel 1869. Negli anni '30 del XX secolo, il famoso banchiere e proprietario terriero maiorchino Juan March comprò i latifondi dalla famiglia Larios e li parcellizzò, vendendo gli appezzamenti risultanti ad agricoltori di altre zone dell'Andalusia e della Comunità Valenciana. La presenza di coloni provenienti da Jimena e da altri comuni del Campo di Gibilterra fu scarsa, a quanto pare, a causa della diffidenza che questo latifondista ispirava nella comarca.
Nonostante San Martín del Tesorillo venne dichiarata "colonia agrícola" già nel 1879, quindi, il suo consolidamento come nucleo di popolamento iniziò a partire dagli anni '30 dopo la parcellizzazione e l'arrivo dei coloni.
Il riconoscimento di una forma di autonomia locale all'interno del comune di appartenenza e dei suoi confini, con un territorio di 4857 ettari, fu approvato con decreto della Giunta dell'Andalusia il 24 aprile del 1999 sotto la figura giuridica dell'Entidad Local Autónoma. Da quell'anno l'ente ebbe una serie di competenze proprie e se ne vide poi affidate altre dal comune di Jimena de la Frontera. Nel 2018 fu approvata la pratica di separazione del paese da Jimena de la Frontera e il 3 ottobre dello stesso anno esso divenne ufficialmente un nuovo comune.

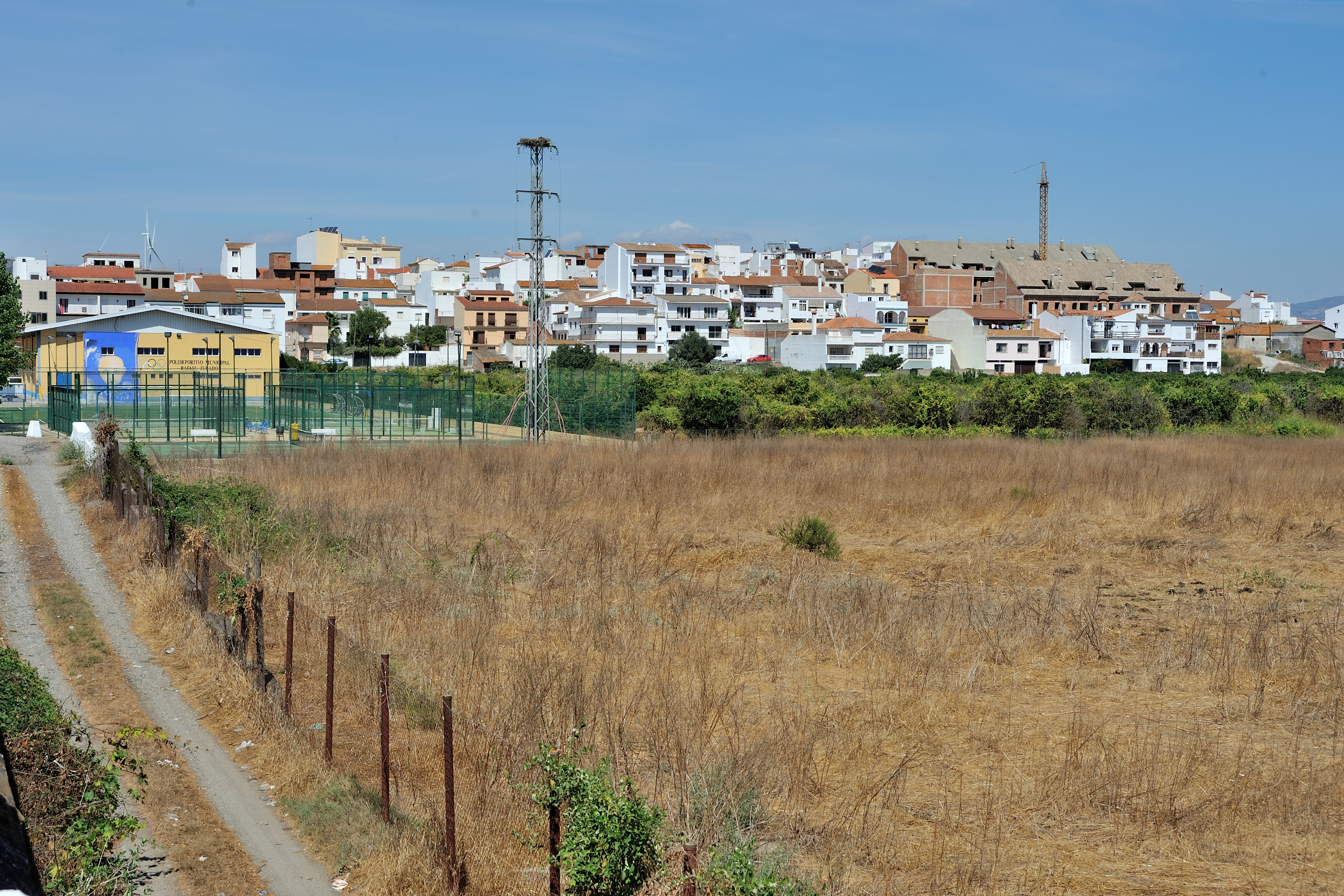
Vista di San Martín del Tesorillo

## Infrastrutture e trasporti
San Martín del Tesorillo è compresa nel sistema tariffario del Consorzio di Trasporto Metropolitano del Campo di Gibilterra. Appartiene alla zona E (Costa Oriental), insieme ad altre località della Valle del Guadiaro. È servita quotidianamente da autobus che la collegano con La Línea de la Concepción.

## Sport
È presente una locale squadra di calcio, la Unión Deportiva Tesorillo, fondata nel 1974; attualmente milita in Primera División Andaluza, sesta categoria del Campionato spagnolo di calcio.
Si tengono annualmente nella località la corsa ad ostacoli chiamata Natural Xtreme Tesorillo (dal 2014) e a maggio o giugno la corsa Carrera Popular del Corpus (dal 2008).